# Règne (biologie)
Pour les articles homonymes, voir Règne.

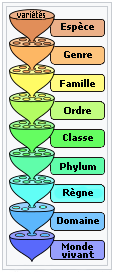
Principaux rangs taxinomiques.

Le règne (du latin « regnum », au pluriel « regna ») est, dans la taxonomie de Carl von Linné (qui classe la biodiversité en fonction des caractères communs partagés), le plus haut niveau de classification des êtres vivants. Dans les classifications les plus récentes, le règne n'est plus que le deuxième niveau de classification du vivant, après le domaine, ou l'empire.
Chaque règne est divisé en embranchements (ou parfois divisions, en botanique), que l'on nomme également phylum en latin et en anglais. Les principaux niveaux de la classification taxonomique sont le monde vivant, l'empire ou domaine, le règne, le phylum (aussi appelé « division » en botanique et « embranchement » en zoologie), la classe, l'ordre, la famille, le genre et l'espèce.
Une révision, controversée, de la classification a été proposée par Carl Woese en 1990, après avoir observé ce qui semblait être de grandes différences au niveau moléculaire chez les bactéries et les archées, deux groupes d'organismes procaryotes. Woese a alors entrepris d'établir un système de classification à trois domaines : les bactéries, les archées et les eucaryotes, ce troisième domaine regroupant les plantes, les animaux, les protistes et les champignons. L'utilisation actuelle du système à sept règnes constitue un compromis entre le système classique à cinq règnes de Robert Harding Whittaker et le système à trois domaines de Woese. Ce système à sept règnes, où les procaryotes sont scindés entre bactéries et archées, est devenu le standard dans de nombreux travaux.
| - Les sept règnes selon la classification actuelle - Archaea. - Bacteria. - Protozoa. - Chromista. - Plantae. - Fungi. - Animalia. |

## Classification scientifique traditionnelle
La classification traditionnelle de Linné (1735) en deux groupes (végétal / animal) a évolué pour aboutir à la constitution des six règnes du vivant selon la biologie,, :
- les archées ou formellement Archea (procaryotes unicellulaires à histones et premiers unicellulaires apparus il y a 3 milliards d'années) ;
- les bactéries ou formellement Bacteria (procaryotes unicellulaires sans histone) ;
- les protistes ou formellement Protista (eucaryotes unicellulaires), ancien règne classique dont avaient ensuite été retirés les procaryotes (archées et bactéries formant leur propre règne), et aujourd'hui divisé entre protozoaires (ou formellement Protozoa) et chromistes (ou formellement Chromista, incluant les algues brunes) ;
- les végétaux ou formellement Plantae (eucaryotes multicellulaires avec une vacuole, incluant également les algues vertes) ;
- les mycètes ou formellement Fungi, communément les champignons (eucaryotes multicellulaires pour la plupart mais unicellulaires pour certains[7], hétérotrophes et osmotrophes), qui ont été retirés de l'ancien règne végétal ;
- les animaux ou formellement Animalia (eucaryotes multicellulaires).

D'après la classification en six règnes (Carl Woese, 1977), est prise en considération, sur la base de l'analyse des séquences d'ARN ribosomique (16S ou 18 S), la proposition de diviser le monde vivant en trois « règnes primaires », ceux des archéobactéries, des eubactéries et des eucaryotes.
Il s'est produit, au cours de l'évolution cellulaire des organismes, une coupure fondamentale qui distingue le groupe des eucaryotes et celui des procaryotes.
Les procaryotes (Procaryota) sont unicellulaires mais peuvent être multicellulaires (exemple : Trichodesmium, un genre de cyanobactéries filamenteuses), et leur matériel génétique n'est pas enfermé dans un noyau. Ils possèdent des enzymes localisés dans la paroi cellulaire et se multiplient par scissiparité. Ils constituent les deux premiers règnes.
Tous les autres organismes sont appelés « eucaryotes » (Eukaryota). Leur matériel génétique est enfermé dans un noyau ; ils possèdent des organites cellulaires, la multiplication cellulaire a lieu par mitose et ils présentent souvent une reproduction de type sexuée.
Les eucaryotes peuvent être unicellulaires ou pluricellulaires. Les eucaryotes unicellulaires sont appelés « protistes » et constituent le troisième règne.
Enfin, les eucaryotes pluricellulaires sont divisés en trois règnes, les fonges (champignons), les métaphytes (végétaux chlorophylliens) et les métazoaires (animaux pluricellulaires).

## Historique

### Classification à deux règnes

#### Histoire de la classification animaux versus plantes
La distinction entre les règnes des animaux et des plantes est apparue dès l'Antiquité grecque, mais ce n'est qu'au milieu du XVIIIe siècle que la reconnaissance formelle de ces deux règnes a fait son apparition dans la nomenclature sous la plume de Linné.
Durant l'Antiquité, les philosophes grecs se sont intéressés à la classification de la Nature. Ils distinguaient les êtres inanimés, les minéraux, des « êtres animés » (zên) c'est-à-dire doués de vie. Parmi ceux-ci, ils distinguaient le simplement vivant, à savoir les végétaux (zôn), de l'animé (zôon). Les zôia était un concept qui recouvrait l'ensemble des « êtres animés » non végétaux, c'est-à-dire les espèces animales, l'homme inclus, et les dieux. Ces trois classes naturelles, l'animal, l'homme et le dieu étaient désignés sous le terme de faunes.

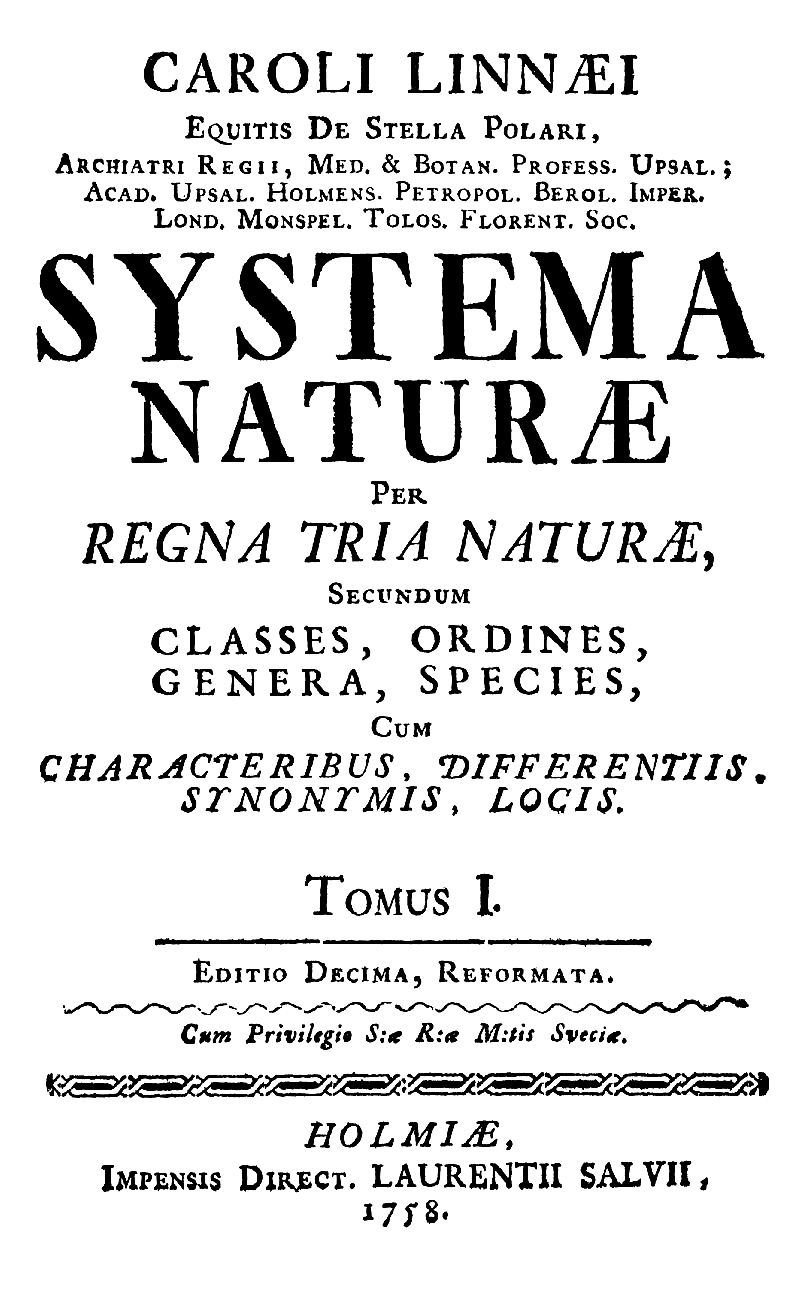
Couverture de Systema Naturæ de Linné (1758).

Aristote (384-322 av. J.-C.) fut l'un des premiers à s'intéresser à la classification animale. Nous lui devons le regroupement des animaux possédant des caractères similaires au sein d'un genre, terme qui avait un sens plus large que le terme utilisé aujourd'hui en biologie, ainsi que la distinction des différentes espèces au sein d'un même genre. Aristote divisait les animaux en deux types : les animaux possédant du sang et ceux qui n'en possèdent pas, tout au moins ne possédant pas de sang rouge. Cette distinction correspond assez bien à notre distinction entre les vertébrés et les invertébrés. Les animaux possédant du sang, correspondant aux Vertébrés, se groupent en quatre genres : les quadrupèdes vivipares (les mammifères), les oiseaux, les quadrupèdes ovipares (les reptiles et les amphibiens), les Poissons (en y ayant inclus les Baleines car Aristote ne s'était pas rendu compte qu'il s'agissait de Mammifères). Les animaux dépourvus de sang étaient classés en tant que céphalopodes, crustacés, Insectes (qui incluaient les arachnides), les animaux à coquille (la plupart des mollusques et des échinodermes) et les plantes-animaux (les éponges et les cœlentérés).
Ce qui a été fait par Aristote  pour le règne animal l'a aussi été réalisé pour le règne végétal par Théophraste. Théophraste répartit les végétaux en quatre groupes selon leur forme : les arbres, les arbrisseaux, les sous-arbrisseaux et les plantes herbacées. Au IIIe siècle av. J.-C., Théophraste fit une liste d'environ 500 espèces dans ses deux ouvrages majeurs : Historia plantarum (« L'histoire des plantes ») et « Des causes des plantes »). Bien qu'il se soit surtout intéressé aux plantes pour des raisons médicales, il fut amené à les classer par catégories en fonction de leur moyen de reproduction.
Au Ier siècle après Jésus-Christ, Dioscoride décrivit dans ses Materia Medica plus de 600 végétaux différents. Ce livre fut « édité » pendant près de mille ans.
Au XVIIIe siècle, Carl von Linné, popularise le système binomial de nomenclature qui désigne une espèce par son nom générique (le genre) et son épithète spécifique (l'espèce). Un système binomial comparable avait été créé deux siècles auparavant par le naturaliste suisse Gaspard Bauhin auquel Linné rendit hommage en lui dédiant le nom d'espèce Bauhinia bijuga. L'ambition de Linné était de nommer et de décrire par une phrase taxonomique d'une douzaine de mots l'ensemble des animaux, des plantes et des minéraux connus à son époque. En effet, la notion des règnes à l'époque de Linné ne diffère pas de celle qui prédominait depuis l'antiquité. Il s'agissait toujours davantage d'une description naturaliste que biologique, raison pour laquelle on y trouve encore le règne minéral si cher aux alchimistes.

#### Frontière incertaine entre les végétaux et les animaux
L'Antiquité et le Moyen Âge étaient l'ère des naturalistes. Les philosophes grecs considéraient la nature comme un continuum entre l'inerte, le vivant et le spirituel. Ils considéraient les coraux comme des organismes intermédiaires entre le minéral et le vivant, de même les organismes tels que les éponges et les cœlentérés sont à leurs yeux des intermédiaires entre le végétal et l'animal. Cette conception moniste mais bipolaire plante-animal persistera encore chez Linné qui envisagera en 1767 le « règne chaotique » (Regnum chaoticum) pour classer les animaux-plantes. Treviranus, au XIXe siècle, les nommera « zoophytes » et les classera dans le règne des Amphorganicum à côté des règnes des plantes et des animaux. Le règne des Amphorganicum de Treviranus contenait les zoophytes ainsi que les champignons, les bryophytes, les fougères, les Confervae (algues filamenteuses), les fuci, et les Najadales. En 1824, Bory de Saint-Vincent créa le règne des psychodiaires (pour les zoophytes, les vorticellidés et les diatomées).

### Classification à trois règnes

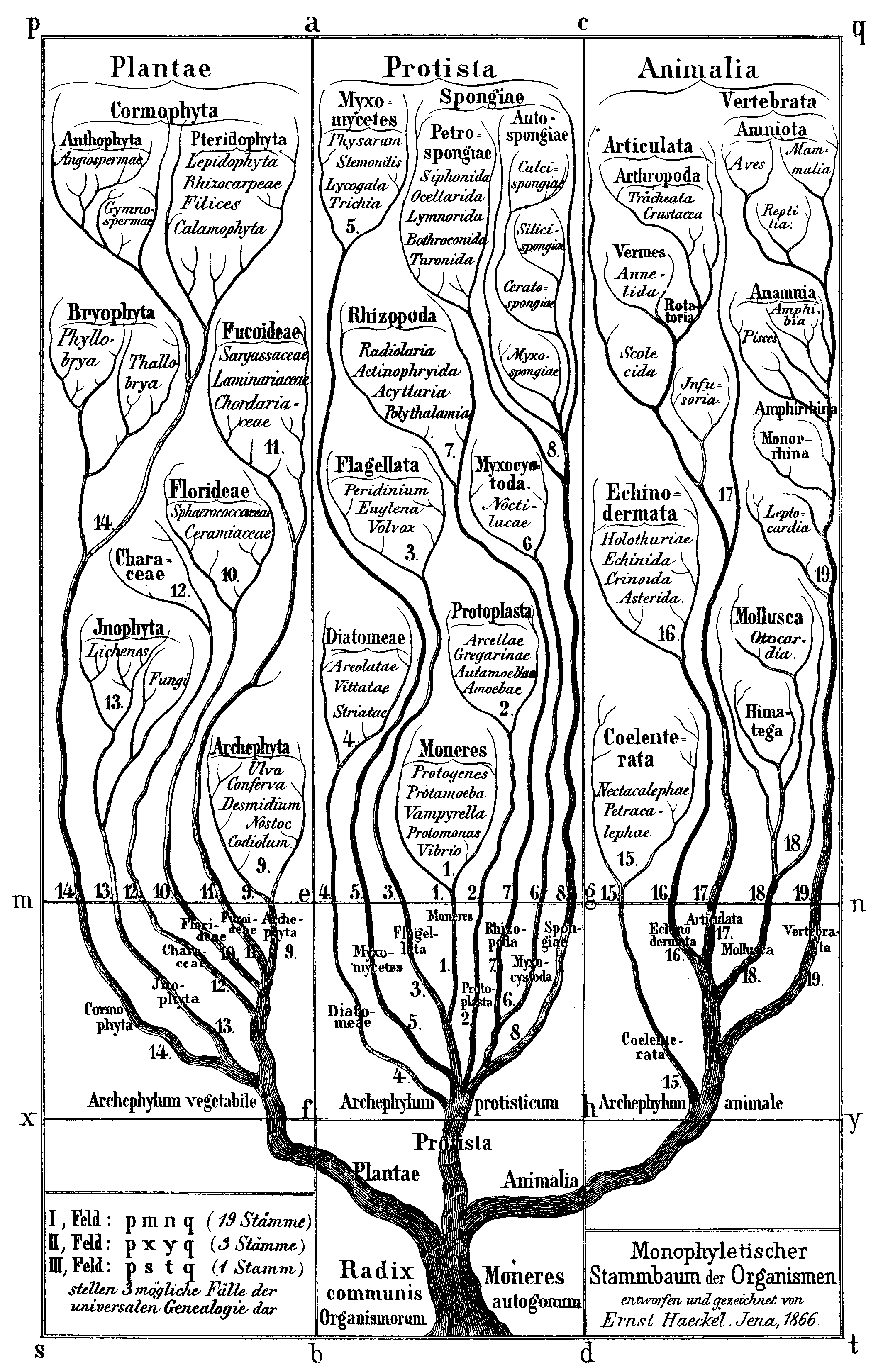
Les trois règnes selon Ernst Haeckel (1866).

Au milieu du XIXe siècle, il était reconnu que certains organismes, tels que l'euglène, ne pouvaient pas être rangés comme animal ou comme végétal. Un troisième règne devenait nécessaire pour les classer : les protistes.
Le monde du vivant restera partagé en règne animal et règne végétal jusqu'au début du XIXe siècle. Les premières observations des organismes microscopiques grâce à l'invention de la microscopie (Leeuwenhoek, 1683) nécessitaient de les classer dans le monde du vivant. Les eucaryotes unicellulaires étaient alors classés dans le règne animal en tant que protozoaires par Owen (1859). Les bactéries ont été en un premier temps rapprochées du taxon des Vermes de Linné. Les Vermes, qui signifie vers, regroupait l'ensemble des animaux invertébrés non-arthropodes, ce rapprochement était dû à la forme en bâtonnet et la mobilité flagellaire des bacilles. En 1838, Ehrenberg, qui a été le premier à les nommer bactéries les classait en tant que vibrions dans le règne animal. Cependant Cohn les changea de règne en 1872 pour les classer parmi les plantes après avoir démontré que les algues bleu-vert sont proches des bactéries. Cohn les classa en tant que végétaux inférieurs dans l'embranchement des schizophytes.
Afin d'éviter une répartition arbitraire des organismes unicellulaires dans l'un ou l'autre règne, quelques auteurs (J. Hogg, R. Owen, T.B. Wilson, J. Cassin et Ernst Haeckel) ont suggéré de classer les organismes inférieurs dans un troisième règne. Haeckel proposa en 1866 de ranger ces organismes dans le règne des protistes. Dans la version de 1866, les protistes rassemblaient aussi les champignons. Haeckel a révisé son système en 1894. Les protistes étaient désormais des organismes inférieurs unicellulaires ne formant pas de tissus. Les bactéries représentaient un sous-groupe des monères. Les bactéries et les cyanophytes étaient classées parmi les protistes inférieurs tandis que les protozoaires, les algues unicellulaires, les champignons unicellulaires et les moisissures étaient classés parmi les protistes supérieurs. Dans une version finale en 1904, Haeckel réduisait son système à deux règnes : Protista pour les organismes ne formant pas de tissus et Histonia pour les organismes possédant des tissus.
Walton en 1930 crée le règne unique Bionta pour dénommer tous les êtres vivants. Ce taxon était divisé en trois sous-règnes : Protistodeae, Metaphytodeae (plantes multicellulaires) et Zoodeae (animaux multicellulaires).
En 1937, Édouard Chatton propose une classification du monde du vivant en deux types cellulaires qu'il nomme procaryotes (organismes à cellules sans noyau) et eucaryotes (organismes à cellules avec noyau). La notion de procaryotes recouvre alors celle de protistes inférieurs.
En 1939, Conard propose de diviser les organismes vivants en trois règnes, Phytalia, Animalia et Mycetalia pour les plantes, les animaux et les champignons.

### Classification à quatre règnes
Dans la révision de son système naturel, en 1894, Haeckel suivait une quadripartition et rassemblait les organismes vivants en quatre règnes : I. Protophyta, II. Metaphyta, III. Protozoa, IV. Metazoa.
En 1948, Rothmaler utilise les termes de Anucleobionta, Protobionta, Cormobionta, Gastrobionta pour définir les quatre règnes.
En 1956, Copeland publie son ouvrage intitulé The classification of lower organisms. Il plaide alors pour quatre règnes : les Mychota (algues bleu-vert et bactéries), les protoctistes (algues eucaryotes, champignons, moisissures et protozoaires), les plantes (embryophytes et algues vertes) et les animaux (inclus les éponges).
En 1959, Whittaker développe un système de classification des organismes constitué de quatre règnes : Protista, Plantae, Fungi et Animalia. Le règne des protistes est alors divisé en deux sous-règnes, Monera pour les bactéries et les algues bleu-vert et Eunucleata pour les organismes unicellulaires à membrane nucléaire.
Leedale en 1974 propose une classification multiple des êtres vivants et préfère le schéma « ptéropode » basé sur quatre règnes : Monera, Plantae, Fungi et Animalia.

### Classification à cinq règnes

Classification du vivant en cinq règnes, proposée par Whittaker en 1969, basée sur le niveau de complexité et le mode de nutrition (photosynthèse, absorption, ingestion). Bien qu'issus de lignées indépendantes, les groupes en jaune ont développé des caractéristiques similaires aux membres des règnes auxquels ils sont rattachés par convergence évolutive.

En 1939, Barkley regroupe les virus dans un règne particulier de sorte qu'il établit un système de la nature vivante en cinq règnes : les champignons, les monères, les protistes, les plantes et les animaux.
En 1969, Whittaker propose une nomenclature à cinq règnes : les monères (procaryotes), les protistes (eucaryotes unicellulaires), les plantes (eucaryotes pluricellulaires photosynthétiques), les mycètes (champignons) (eucaryotes pluricellulaires non-photosynthétiques) et les animaux (eucaryotes pluricellulaires hétérotrophes). Il met également en évidence trois niveaux d'organisation cellulaire : procaryote, eucaryote unicellulaire et eucaryote multicellulaire. Chacun de ces niveaux diverge par son mode de nutrition. L'axe monères–plantes a un mode de nutrition photosynthétique, l'axe monères–champignons un mode de nutrition par absorption, et l'axe protistes–animaux un mode de nutrition par ingestion, l'ingestion étant absente chez les monères.
Dès 1971, Margulis adopte la classification taxonomique du vivant à cinq règnes.
Jeffrey en 1982 propose une classification à deux super-règnes développés en cinq règnes, avec deux règnes Bacteriobiota et Archeobacteriobiota dans le super-règne des Prokaryota (procaryotes) et trois règnes Phytobiota, Mycobiota et Zoobiota (pour les plantes, les champignons et les animaux) dans le super-règne des Eukaryota (eucaryotes).

### Classification à trois domaines
À la fin du XXe siècle le classement phylétique fondé sur le cladisme prend de plus en plus le pas sur les classifications classiques basées sur des choix considérés comme plus subjectifs (critères de comparaison morphologiques, anatomiques, écologiques ou comportementaux). L'approche phylogénétique amène à considérer comme séparations les plus anciennes celles entre bactéries, archées et eucaryotes.
En 1977, Woese proposa de reconnaître le règne des archébactéries à la suite de ses études sur l'ARN ribosomique. Par la suite, les analyses phylogénétiques semblaient montrer que les archébactéries sont cladistiquement plus proches des eucaryotes que des eubactéries. Woese les renomma alors archées et bactéries pour souligner d'une part qu'il existe des différences moléculaires significatives entre les archébactéries et les eubactéries et d'autre part pour rompre avec l'idée de plan d'organisation commun à l'ensemble des procaryotes, correspondant au sens large du terme « bactérie ». Dans ce système à trois domaines, Woese propose en 1990 deux nouveaux règnes chez les archées : les Crenarchaeota et les Euryarchaeota auxquels s'ajoutera plus tard les Korarchaeota. Chez les bactéries, il propose d'élever les Phyla au rang de règne. Chez les eucaryotes, Woese suppose que les règnes des animaux, des plantes et des champignons peuvent être conservés. Concernant les protistes qui ne constituent pas un groupe monophylétique, Woese prévoyait leur éclatement en plusieurs règnes.

### Classification à six règnes ou plus

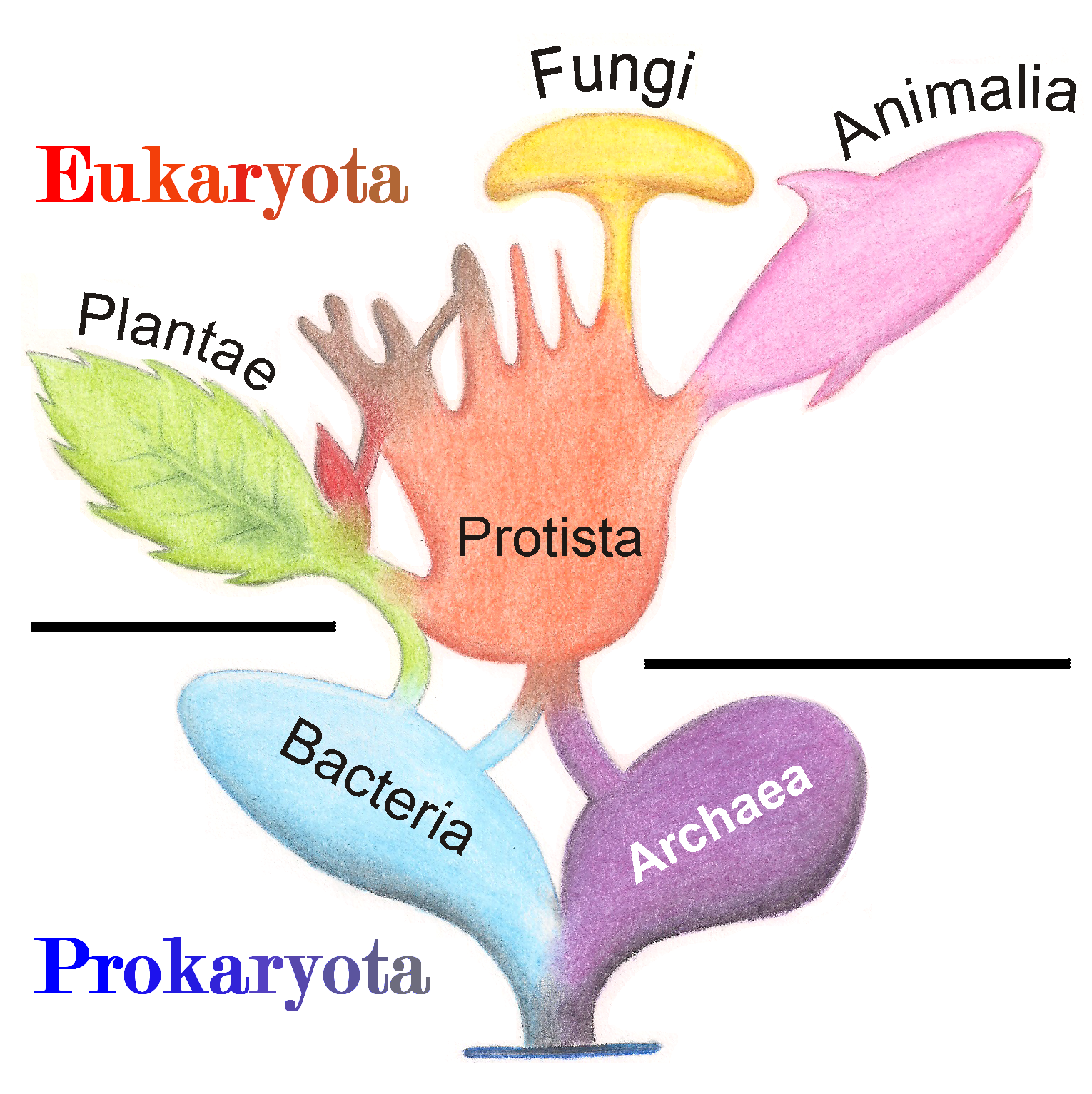
Représentation des deux domaines de la vie avec 6 règnes montrant leurs relations phylogénétiques.

De nombreuses propositions de classification ont vu le jour dans la littérature mais la plupart n'ont pas retenu l'attention de la communauté scientifique. C'est ainsi le cas de Jahn et Jahn en 1949 qui ajoutaient deux nouveaux règnes, les Fungi et les Archetista (virus) au système à quatre règnes préexistant, à savoir les métazoaires (animaux), les métaphytes (plantes), les protistes et les monères (procaryotes). L'idée avant-gardiste de proposer un nouveau règne pour les champignons sera reprise vingt ans plus tard par Whittaker dans une classification à cinq règnes (voir plus haut).
L'évolutionniste Grant conçoit, en 1963, un schéma à six règnes : animaux, plantes, champignons (pour les moisissures visqueuses et plusieurs groupes de champignons vrais), protistes (organismes unicellulaires nucléés), monères (pour les bactéries, les algues bleu-vert et les virus) plus un hypothétique règne d'organismes précellulaires simples.
Bien que séduisant, le règne des virus n'a pas encore eu une grande caisse de résonance. Cependant, l'existence du Mimivirus relance le débat. Le Mimivirus a la particularité de posséder sept gènes communs aux archées, aux bactéries et aux eucaryotes. Dès lors, il devient possible de réaliser un arbre phylogénétique des êtres vivants incluant le Mimivirus et donc potentiellement l'ensemble des virus. Le Mimivirus apparaît sur les dendrogrammes sur une quatrième branche proche de l'origine des eucaryotes et distincte des bactéries, des archées et des eucaryotes. Ceci suggère une très grande ancienneté. Le génome ne s'est pas construit au fil d'emprunts divers mais est bien une structure qui est restée homogène au cours de l'évolution. On peut imaginer que les premiers virus à ADN étaient des cellules dégénérées correspondant à des lignées très anciennes aujourd'hui disparues, ayant ou non précédé LUCA, le dernier ancêtre commun universel.
Le seul système à six règnes qui retient actuellement l'attention est celui de Cavalier-Smith. Ce système a été initialement publié en 1998 et est resté stable dans ses grandes lignes à travers ses mises à jour régulières. Il s'agit d'un système à deux Empires (procaryotes et eucaryotes) réparti en six règnes : le règne des bactéries dans l'empire des procaryotes et les règnes des protozoaires, des chromistes, des animaux, des plantes et des champignons dans l'empire des eucaryotes. Les archées chez Cavalier-Smith constituent un embranchement au sein du sous-règne des unibactéries. La singularité des eubactéries par rapport aux archébactéries et aux eucaryotes est néanmoins toujours reconnue puisque Cavalier-Smith les en distingue en regroupant ces deux derniers dans le clade des néomurains. Ce grade Eubacteria et ce clade Neomura ne sont toutefois pas reconnus en tant que taxons, c'est-à-dire qu'ils n'appartiennent pas formellement à la classification proposée.
En 2015, les biologistes Ruggiero et al., incluant Cavalier-Smith, développent une classification des organismes vivants subdivisée en deux super-règnes (Prokaryota et Eukaryota) et sept règnes. Leur schéma, excluant les virus, comprend deux règnes procaryotes, Archaea (Archaebacteria) et Bacteria (Eubacteria), et cinq règnes eucaryotes, Protozoa, Chromista, Fungi, Plantae et Animalia.

### Règnes des virus
À partir de 2018, l'International Committee on Taxonomy of Viruses (ICTV) a défini six realms (terminaison : -viria ; équivalents des domaines du vivant, mais nommés autrement car les virus n'appartiennent pas au vivant) regroupant dix règnes (terminaison : -virae) :
- Adnaviria
  - Zilligvirae
- Duplodnaviria
  - Heunggongvirae
- Monodnaviria
  - Loebvirae
  - Sangervirae
  - Shotokuvirae
  - Trapavirae
- Riboviria
  - Orthornavirae
  - Pararnavirae
- Ribozyviria
- Varidnaviria
  - Bamfordvirae
  - Helvetiavirae

### Règnes procaryotes
En 2024 ont été validement publiés huit noms de règnes (terminaison : -ati) subdivisant les domaines procaryotes des Archaea (les Archées) et des Bacteria (les Bactéries). Le vivant se répartit ainsi en trois domaines et treize règnes :
- Archaea Woese et al., 2024
  - Methanobacteriati (Garrity & Holt, 2023) Oren & Göker, 2024
  - Nanobdellati Rinke et al., 2024
  - Promethearchaeati Imachi et al., 2024
  - Thermoproteati Guy & Ettema, 2024
- Bacteria Woese et al., 2024
  - Bacillati (Gibbons & Murray, 1978) Oren & Göker, 2024
  - Fusobacteriati Battistuzzi & Hedges, 2024
  - Pseudomonadati (Gibbons & Murray, 1978) Oren & Göker, 2024
  - Thermotogati Battistuzzi & Hedges, 2024
- Eukaryota (Chatton, 1925) Whittaker & Margulis, 1978
  - Animalia
  - Chromista
  - Fungi
  - Plantae
  - Protozoa

## Évolution des systèmes de classification
| Linné 1735 2 règnes | Haeckel 1866 3 règnes | Chatton 1925, 2 empires | Copeland 1938, 4 règnes | Whittaker 1969 5 règnes | Woese et al. 1977, 6 règnes | Woese et al. 1990 3 domaines | Cavalier-Smith 1993, 2 empires et 8 règnes | Cavalier-Smith 1993, 2 empires et 8 règnes | Cavalier-Smith 1998, 2 empires et 6 règnes | Cavalier-Smith 1998, 2 empires et 6 règnes | Ruggiero et al. 2015, 2 empires et 7 règnes | Ruggiero et al. 2015, 2 empires et 7 règnes | Catalogue of Life 2025 3 domaines et 13 règnes | Catalogue of Life 2025 3 domaines et 13 règnes |
| ------------------- | --------------------- | ----------------------- | ----------------------- | ----------------------- | --------------------------- | ---------------------------- | ------------------------------------------ | ------------------------------------------ | ------------------------------------------ | ------------------------------------------ | ------------------------------------------- | ------------------------------------------- | ---------------------------------------------- | ---------------------------------------------- |
| (non traités)       | Protista              | Prokaryota              | Monera                  | Monera                  | Eubacteria                  | Bacteria                     | P r o k a r y o t a                        | Eubacteria                                 | P r o k a r y o t a                        | Bacteria                                   | P r o k a r y o t a                         | Bacteria                                    | B a c t e r i a                                | Bacillati                                      |
| (non traités)       | Protista              | Prokaryota              | Monera                  | Monera                  | Eubacteria                  | Bacteria                     | P r o k a r y o t a                        | Eubacteria                                 | P r o k a r y o t a                        | Bacteria                                   | P r o k a r y o t a                         | Bacteria                                    | B a c t e r i a                                | Fusobacteriati                                 |
| (non traités)       | Protista              | Prokaryota              | Monera                  | Monera                  | Eubacteria                  | Bacteria                     | P r o k a r y o t a                        | Eubacteria                                 | P r o k a r y o t a                        | Bacteria                                   | P r o k a r y o t a                         | Bacteria                                    | B a c t e r i a                                | Pseudomonadati                                 |
| (non traités)       | Protista              | Prokaryota              | Monera                  | Monera                  | Eubacteria                  | Bacteria                     | P r o k a r y o t a                        | Eubacteria                                 | P r o k a r y o t a                        | Bacteria                                   | P r o k a r y o t a                         | Bacteria                                    | B a c t e r i a                                | Thermotogati                                   |
| (non traités)       | Protista              | Prokaryota              | Monera                  | Monera                  | Archaebacteria              | Archaea                      | P r o k a r y o t a                        | Archaebacteria                             | P r o k a r y o t a                        | Bacteria                                   | P r o k a r y o t a                         | Archaea                                     | A r c h a e a                                  | Methanobacteriati                              |
| (non traités)       | Protista              | Prokaryota              | Monera                  | Monera                  | Archaebacteria              | Archaea                      | P r o k a r y o t a                        | Archaebacteria                             | P r o k a r y o t a                        | Bacteria                                   | P r o k a r y o t a                         | Archaea                                     | A r c h a e a                                  | Nanobdellati                                   |
| (non traités)       | Protista              | Prokaryota              | Monera                  | Monera                  | Archaebacteria              | Archaea                      | P r o k a r y o t a                        | Archaebacteria                             | P r o k a r y o t a                        | Bacteria                                   | P r o k a r y o t a                         | Archaea                                     | A r c h a e a                                  | Promethearchaeati                              |
| (non traités)       | Protista              | Prokaryota              | Monera                  | Monera                  | Archaebacteria              | Archaea                      | P r o k a r y o t a                        | Archaebacteria                             | P r o k a r y o t a                        | Bacteria                                   | P r o k a r y o t a                         | Archaea                                     | A r c h a e a                                  | Thermoproteati                                 |
| (non traités)       | Protista              | Eukaryota               | Protoctista             | Protista                | Protista                    | Eucarya                      | E u k a r y o t a                          | Archezoa                                   | E u k a r y o t a                          | Protozoa                                   | E u k a r y o t a                           | Protozoa                                    | E u k a r y o t a                              | Protozoa                                       |
| (non traités)       | Protista              | Eukaryota               | Protoctista             | Protista                | Protista                    | Eucarya                      | E u k a r y o t a                          | Protozoa                                   | E u k a r y o t a                          | Protozoa                                   | E u k a r y o t a                           | Protozoa                                    | E u k a r y o t a                              | Protozoa                                       |
| (non traités)       | Protista              | Eukaryota               | Protoctista             | Protista                | Protista                    | Eucarya                      | E u k a r y o t a                          | Chromista                                  | E u k a r y o t a                          | Chromista                                  | E u k a r y o t a                           | Chromista                                   | E u k a r y o t a                              |                                                |
| Vegetabilia         | Plantae               | Eukaryota               | Plantae                 | Plantae                 | Plantae                     | Eucarya                      | E u k a r y o t a                          | Chromista                                  | E u k a r y o t a                          | Chromista                                  | E u k a r y o t a                           | Chromista                                   | E u k a r y o t a                              | Chromista                                      |
| Vegetabilia         | Plantae               | Eukaryota               | Plantae                 | Plantae                 | Plantae                     | Eucarya                      | E u k a r y o t a                          | Plantae                                    | E u k a r y o t a                          | Plantae                                    | E u k a r y o t a                           | Plantae                                     | E u k a r y o t a                              | Plantae                                        |
| Vegetabilia         | Plantae               | Eukaryota               | Plantae                 | Fungi                   | Fungi                       | Eucarya                      | E u k a r y o t a                          | Fungi                                      | E u k a r y o t a                          | Fungi                                      | E u k a r y o t a                           | Fungi                                       | E u k a r y o t a                              | Fungi                                          |
| Animalia            | Animalia              | Eukaryota               | Animalia                | Animalia                | Animalia                    | Eucarya                      | E u k a r y o t a                          | Animalia                                   | E u k a r y o t a                          | Animalia                                   | E u k a r y o t a                           | Animalia                                    | E u k a r y o t a                              | Animalia                                       |

- La classification animal/végétal de Linné date de la première édition du Systema Naturae (1735). Le troisième règne, Mineralia, relève de la géologie, on parle aujourd'hui de « monde inerte » à son propos, par opposition au « monde vivant ».
- Linné traitait l'ensemble des organismes microscopiques connus en 1735 dans la classe des Vermes du règne animal.
- Quelques auteurs, à l'image de Margulis[39],[40], ont considéré que les algues devraient être ajoutées aux protistes, avec lesquels elles ne formeraient qu'un seul groupe, les protoctistes[41],[42].
- Les champignons ont été classés, jusqu'en 1969, comme faisant partie du règne végétal. Leur appareil végétatif de type mycélien est constitué de filaments, sans racines, ni tiges ou feuilles. Ils sont également dépourvus de chlorophylle. Ils se nourrissent de matières organiques. De plus, leurs matrices extracellulaires ne sont pas constituées de lignine et cellulose, mais de chitine, comme la cuticule des insectes. Ces différents points expliquent l'idée d'un règne des champignons à part entière.
- La classification de Woese en trois domaines (bactéries, archées et eucaryotes) est privilégiée par certains microbiologistes. La classification en sept règnes a généralement les faveurs des protozoologistes, des botanistes et des zoologistes.

## Autres rangs taxonomiques
Les rangs taxonomiques utilisés en systématique linnéenne pour indiquer la hiérarchie entre les taxons nommés dans la classification du monde vivant sont les suivants (par ordre décroissant) :
- Super-règne, Empire, Domaine (Superregnum, Imperium, Dominium)
- Règne (Regnum)
- Sous-règne (Subregnum)
- Rameau (Ramus, « branch » en anglais)
- Infra-règne (Infraregnum)
  - Super-embranchement, Super-division (Superphylum, Superdivisio)
  - Embranchement, Division (Phylum, Divisio)[b]
  - Sous-embranchement, Sous-division (Subphylum, Subdivisio)
  - Infra-embranchement (Infraphylum)
  - Micro-embranchement (Microphylum)
    - Super-classe (Superclassis)
    - Classe (Classis)
    - Sous-classe (Subclassis)
    - Infra-classe (Infraclassis)
      - Super-ordre (Superordo)
      - Ordre (Ordo)
      - Sous-ordre (Subordo)
      - Infra-ordre (Infraordo)
      - Micro-ordre (Microordo)
        - Super-famille (Superfamilia)
        - Famille (Familia)
        - Sous-famille (Subfamilia)
        - Super-tribu (Supertribus)
        - Tribu (Tribus)
        - Sous-tribu (Subtribus)
          - Genre (Genus)
          - Sous-genre (Subgenus)
          - Section (Sectio)
          - Sous-section (Subsectio)
            - Espèce (Species)
            - Sous-espèce (subspecies) – dernier rang zoologique officiel[c]
            - Variété (varietas) – race étant un rang zoologique informel[c]
            - Sous-variété (subvarietas) – sous-race étant un rang zoologique informel[c]
            - Forme (forma) dernier rang en mycologie – forme étant un rang zoologique informel
            - Sous-forme (subforma)